# Yujia’ao (sockenhuvudort i Kina, Hunan Sheng, lat 28,19, long 112,26)
Yujia'ao (kinesiska: 喻家坳, 喻家坳乡) är en sockenhuvudort i Kina. Den ligger i provinsen Hunan, i den södra delen av landet, omkring 69 kilometer väster om provinshuvudstaden Changsha. Antalet invånare är 33 975. Befolkningen består av 16 766 kvinnor och 17 209 män. Barn under 15 år utgör 17,0 %, vuxna 15-64 år 70 %, och äldre över 65 år 12,0 %.
Runt Yujia'ao är det tätbefolkat, med 411 invånare per kvadratkilometer. Närmaste större samhälle är Huishangang, 10,8 km norr om Yujia'ao. Trakten runt Yujia'ao består till största delen av jordbruksmark.
Genomsnittlig årsnederbörd är 1 732 millimeter. Den regnigaste månaden är maj, med i genomsnitt 322 mm nederbörd, och den torraste är december, med 52 mm nederbörd.